# Servicio de compañía

## Concepto
Llámase servicio de compañía, a aquel servicio en el cual el producto provisto es el trabajo de una persona (acompañante) que acompaña a otra mientras dura una enfermedad de esta segunda.
El servicio puede prestarse en el domicilio del enfermo o en su lugar de internación.

## Modelo del negocio
Las diferentes empresas que proveen este servicio adoptan diferentes modelos aunque tres de ellos son los más difundidos:
- Pago contado. Es aquel en que el cliente paga la totalidad del precio convenido luego de recibido el servicio o inmediatamente antes de recibirlo.
- Afiliación de tipo mutual. Es aquel en que los interesados se afilian a una empresa y abonan una cuota mensual. La suma de estas cuotas mensuales financia el uso del servicio que hagan los afiliados actualmente enfermos, quienes a su vez cuando estuvieron sanos (o cuando vuelvan a estarlo) estuvieron pagando para quienes estuvieran enfermos en ese momento. Esto hace que el servicio sea accesible económicamente a muchas más personas. Este sistema esta profusamente estudiado por los economistas y tiene una fuerte base en la teoría de juegos, a la vez de estar sometido a los efectos de agencia y de selección adversa, lo cual requiere ser cuidadoso a la hora de implementarlo.
- Copago. Es una combinación de los dos anteriores. En esta modalidad, los interesados se afilian al sistema y pagan una cuota reducida, complementando el precio del servicio cuando necesitan hacer uso de él.

## Servicios de compañía en el mundo
Si bien el servicio de compañía como tal está presente en varios países satisfaciendo una necesidad de la sociedad moderna, su mayor penetración se ha visto en Uruguay, donde se creó el concepto de servicio de compañía por prepago, siendo Secom la primera organización en prestar este tipo de servicios, a partir de agosto de 1991. 
En Uruguay existen en la actualidad varias decenas de empresas de distinto porte que brindan este servicio.
- Datos: Q6126139